# Burg Boko
Die Burg Boko, auch Burg Zecher genannt, ist eine abgegangene Turmhügelburg (Motte) auf einer in den Schaalsee vorspringenden Halbinsel nahe dem Gut Groß Zecher südlich von Groß Zecher, einem Ortsteil der Gemeinde Seedorf im Kreis Herzogtum Lauenburg in Schleswig-Holstein.
Von der ehemaligen 1345 zerstörten Mottenanlage ist noch der Turmhügel mit einem Durchmesser von 15 Meter erhalten und der 5 Meter breite Wassergraben ist noch teilweise zu erkennen.